# 心叶尾稃草
心叶尾稃草（学名：Urochloa cordata）为禾本科尾稃草属下的一个种。种名cordata意为心形的。